# 作者
作者（さくしゃ）とは、作品を創作する人。

## 文芸評論における作者
文芸評論理論において、「作者」は、テキストの意味とその作者の意図の関係を巡る問題においての重要概念である。1968年に発表した評論「作者の死」において、ロラン・バルトはあるテキストの作者がそのテキストにおいて何を意味させようと意図したかは、そのテキストの解釈において重要ではないと説いた。この理論によると、テキストは作者一人の声のみにより構成されるのではなく、むしろ外部の影響、無意識的衝動、その他の既存のテキストなども含む、そのテキストとのコミュニケーションを形成する様々な要因によるものだとされる。それゆえ批評家は、テキストをその解釈を一意的に決定する作者の言明にとらわれない「自由な戯れ」の空間として扱うべきであり、テキストとのふれ合いはそれ自体が性交にも通じる快楽であると主張した。凝り固まった教訓的な形式主義の枷から解き放たれて、バルトはテキスト読解の芳醇な不完全さと創造的書き換えの可能性を示唆したのである。